# تحليل الدم الحي
تحليل الدم الحي (بالإنجليزية: live blood analysis)‏ أو تحليل الخلية الحية (بالإنجليزية: live cell analysis)‏ أو تحليل الدم الغذائي (بالإنجليزية: nutritional blood analysis)‏ هو مراقبة خلايا الدم الحية باستخدام مجهر الحقل المظلم عالي الدقة. يستخدم تحليل الدم الحي لتشخيص مجموعة من الامراض وهذا ما اكده ممارسوا الطب البديل. ومع ذلك لا يوجد أي دليل علمي علي فعالية تحليل الدم الحي وقد وصف بانه طريقة احتيالية لإقناع المرضى بانهم مريضون وانه يجب عليهم شراء المكملات الغذائية.
لم يقبل تحليل الدم الحي كممارسة معملية، ولم يثبت صلاحيته كاختبار معملي. حيث أنه لا توجد أي ادلة علمية على صحته فوصف بانه اختبار كاذب، وعلم زائف، واحتيال طبي؛  مما ادى الي رفض استخدامه من قبل مهنة الطب. حيث أن المجال المجهري للدم الحي غير منظم، ولا يتطلب أي مؤهل دراسي، أو تدريب للممارسين، كما أن النتائج غير معترف بها طبيا. قدم المؤيدون إدعاءات كاذبة حول نتائج اختبار الدم والخدمات الخاصة بهم والتي رفضت من قبل هيئة معايير الإعلان.
يرجع اصولها الي نظرية تعدد الأشكال التي تم تجاهلها والتي روج لها غونتر اندرلين وخاصة في كتابه باكتريين سيكلوجيني عام 1925.
في يناير 2014، تم القاء القبض علي المؤيد البارزوالمعلم للدم الحي روبرت أو يانغ واتهم بممارسة الطب دون ترخيص. وفي مارس 2014، كما ادين ايرول دينتون هو طالب سابق في الولايات المتحده بممارسته للدم الحي في محاكمة نادرة بموجب قانون السرطان 1939 كما اعقبه طالب سابق آخر، ستيفن فيرغسون في مايو 2014.

## نظرة عامة
يعتقد المؤيدين ام تحليل الدم الحي يوفر معلومات عن حالة الجهاز المناعي، والنقص الممكن في الفيتامينات، ومقدار السمية، ودرجة الحموضة واختلال التوازن المعدني ومجتلات الاهتمام والضعف والفطريات والخميرة، بل ان البعض يزعم انه قادر على اكتشاف السرطان وغيره من الامراض التنكسية للجهاز المناعي حتي قبل عومين كن اكتشافها.كما زعموا انهم قادرين عى تشخيص نقص الاكسجين في الدم ونقص المعادن وعدم مكارسة الرياضة أو الإكثار من الكحولياتوزيادة نسبة الفطريات وضعف الكلية، والمثانة، أو الطحال. يشمل ممارسوا تحليل الدم الحي مقدموا الطب البديل مثل علماء التغذية، والأعشاب، ومعالجوا العمود الفقري يدويا."
ان مجهر الحقل المظلم مفيد في تعزيز التباين في العينات الغير مصبوغة ومع ذلك لم يُثبت صحة ما زعمه المؤيدون من استخدامات لهذا التحليل حيث نشرت مقالتان طبيتانان أن مجهر الحقل المظلم غير قادر على التعرف علي السرطان وأن تحليل الدم الحي يفتقر إلى الواقعية، والاستنتاجية، والحساسية، والخصوصية. فقال إدزارد إرنست أستاذ الطب التكميلي في جامعة اكستر وجامعة بليموت: «لم تثبت أي دراسة علمية موثوقة مقدرة تحليل الدم الحي للكشف عن أي من الشروط المذكورة اعلاه» كما وصفه كطريقة احتيالية لاقناع المرضى بشراء المكملات الغذائية.
انتقد كواواتش تحليل الدم الحي مشيرا الي انه قد خان الامانة فلم يحقق ايا من الاستخدامات التي زعمها مناصروه. وقد رفض معمم الطب الشعبي اندرو ويل تحليل الطب الشعبي ووصفه بانه تحليل وهمي تماما كما كتب أيضا: ان تحليل الدم الحي باستخدام مجهر الميدان المظلم قد يبدو وكانه علم متتطور ولكن في حقيقة الامر هو علم قديم الطراز، وغير عملي، ولا قيمة واهمية له.

## التشخيصات الشائعة
هناك العديد من التشخيصات الشائعة من قبل الممارسين لتحليل الدم الحي والتي تعتمد علي مراقبة شكل الخلايا المجهريه وتجاهل العلوم البيولوجية الاساسية.
- حامضية الدم: عندما تلتصق خلايا الدم الحمراء بعضها ببعض تظهر مثل كومة من القطع المعدنية والتي تعرف باسم «روليوكس».فقام الممارسين بتشخيص حامضية الدم عند ملاحظة شكل روليكوس، في حين ان ملاحظين آخرين اشاروا الي ان ذلك يدل على ضعف في البنكرياس. فما هو الروليوكس؟ الروليوكس هو شكل مجموعة الخلايا الحمراء تحت المجهر عندما تجف حافة عينة الدم حيث يتجمع عدد كبير من الخلايا الحمراء بعضها مع بعض أو عندما يبدأ الدم بالتجلط عند الاتصال بالزجاج، ويلاحظ هذا الشكل في مناطق صغيرة فقط علي الشريحة في حين ان خلايا الدم تكون عائمة بحرية في مركز الشريحة. حامضية الدم هو مرض خطير لا يمكن تشخيصه من خلال مراقبة خلايا الدم، ولا يعالج بالمكملان الغذائية./>[14]
- بلورات حمض اليوريك أو لويحات الكولسترول: ادعى الممارسون لتحليل الدم الحي ان وجود شظايا مجهرية للزجاج يدل على تكون بلورات حمض اليوريك أو لويحات الكولسترول وهذا يشير الي عدم التوازن الحمضي والإجهاد وضعف الدورة الليمفاوية مع العلم أنه لا يمكن رؤية حمض اليوريك أو الكولسترول ان وجد في الدم.وغالبا ما تتدل هذه الشظايا المجهرية علي ان الشريحة غير نظيفة.[13][14]
- الطفيليات: قد يتشابه تشخيص الطفيليات بالجسميات من البقايا والاوساخ الناتجة عن عدم التنظيف الجيد للشريحة، أو قد تتشابه مع خلايا الدم الحمراء المشوهة قليلا. ولكن يجب مراعاة ان المرضى الذين يعانون من طفيليات في مجرى الدم سيكونون مريضين جدا ويحتاجون لرعاية طبية فورية وليسوا بحاجة الي المكملات الغذائية، أو الأدوية العشبية، أو تغير نمط الحياة كما ادعي ممارسوا تحليل الدم الحى.[13][14]
- البكتيريا والخميرة: ادعى ممارسوا تحليل الدم الحي ان وجود اشكال غير منتظمة صغيرة علي سطح الخلية هوا دليل علي العدوى البكتيرية أو الخمائل في أو تكوينها عند حافة غشاء الخلية. ولكن في الحقيقة ان ذلك نتاج خطأ الإنسان أثناء تجهيز الشريحة.هذا الادعاء انتهك المبدأ الأساسي لعلم الاحياء والذي ينص على أن كل كائن حي فريد بنوعه ولا يمكن التحول من نوع الي آخر. وأيضا ان وجود البكتريا في الدم يدل علي التسمم وهي حالة خطرة تهدد الحياة.[13][14]
- التخمر: ادعى ممارسوا تحليل الدم الحي ان بقع ضوئيه علي خلايا الدم الحمراء هي دليل علي التخمر الناتج من ارتفاع نسبة سكر الدم، وما ينفي صحة هذا الادعاء ان التخمر هيا عملية كميائية تنتج من شطر مركب السكر الي كحول وثاني اكسيد الكربون بتحفيز من إنزيم الموجودة في الخميرة.فخلايا الدم الحمراء ليست خميرة وبالتالي لا يمكن للسكر ان يتخمر.[13][14]

## القضايا التنظيمية
في عام 1969، أبلغت إدارة بنسلفانيا للمعامل ثلاثا من المقومين العظام في ولاية بنسلفانيا ان تحليل الدم الغذائي لا يعتد به في الاغراض التشخيصية الا إذا تم في مختبر لديه كل من شهادة الدولة والفيدرالية للاختبارات المعقدة.
في عام 2001، اصدر مكتب المفتش العام للخدمات الصحية والإنسانية تقريرا عن «الاختبارات المعملية الغير ثابتة» والتي تركز على تحليل خلايا الدم الحية وصعوبة تنظيم الاختبارات المعملية الغير ثابتة.
في عام 2002، أُدين الأسترالي ناتوروباث وغُرم جراء ادعاءه الكاذب انه قادر على تشخيص الامراض باستخدام تحليل الدم الحي وذلك بعد وفاة مريض له وقد برئ من القتل الخطأ. وقد حرم من ممارسة مهنة الطب مدى الحياة في وقت لاحق وذلك بعد أن غير اسمه.
في عام 2005، أمر وزير الصحة في ولاية رود ايلاند واحدا من المقومين العظام بالتوقف عن اداء تحليل الدم الحي كما وصف محامي مجلس الدولة للممتحنين ان هذا الاختبار غير مجدي ومخطط لصنع المال والغرض منه هو بيع المكملات الغذائية. كما قال مسئول في مجلس الطب الحكومي ان تحليل الدم لا قيمة له علي الإطلاق وان الشعي يجب أن يكون حذرا من أي ممارس لهذا الاختبار.
في عام 2011، علق المجلس الطبي العام في الولايات المتحدة الأمريكية رخصة مزاولة المهنة لطبيب بعد أن استخدم تحليل الدم الحي لتشخيص مرض لايم ولكن قبل الطبي انه كان يمارس الطب ممارسة سيئة.
في عام 2013، بعد العديد من قرارت هيئة المعايير الإعلانية ضد الادعاءات التي زعمها ممارسوا تحليل الدم الحي اضافت لجنة الممارسة الإعلانية مبادئ توجيهية جديدة لقاعدة بيانات أدفيسونلين الخاصة بهم توضح ما قد يفعله المسوقون للتحاليل الطب الحي من ادعاءات كاذبة في موادهم الإعلانية. واكدت الدولة على أنه لا يوجد أي دليل على فاعلية هذا الدواء وانه لم تتواجد بعد أي ادلة فعالة لدعمه. تمت محاكمه أحد ممارسي تحليل الدم الحي،  إرول دينتون الذي مارسه في مكتب خدمة عامة في شارع هارلي في ديسمبر 2013 بموجب من قانون السرطان لعام 1939. وادين في تسع تهم بموجب من قانون السرطان 1939 وغرامة 9000 جنيه استرليني بالإضافة إلى تكاليف تقدر ب 10000 جنيه استرليني.